# 井上和郎
井上和郎（1970年5月1日—），日本漫畫家，曾任藤田和日郎的助手，不過作品完全沒有藤田和日郎的熱血風格，而是走萌路線，栃木縣出身。以《DREAM SECURITY マオ》出道，並以《HEAT WAVE》做為首次連載，代表作是已動畫化的《美鳥日記》。

## 作品列表
- 美鳥日記、全8冊、原名
- 美眉伴身邊（日语：あいこら）、全12冊、原名
- 萌力無敵～井上和郎短篇集、全1冊
- 葵DESTRUCTION!、原名
- HEAT WAVE
- 屍憶、全1冊、原名
- 魔法萌美眉（日语：魔法のいろは!）、全3冊、原名
- 漫畫家姐姐（日语：あねコミ）、連載中、原名
- まりあさんは透明少女
- 198Xメモリーズ
- 指定暴力少女 しおみちゃん

### 短篇集
- 葵DESTRUCTION！（全1冊）

## 師承
- 藤田和日郎

## 交流
- 中山文十郎
- 金田達也（日语：金田達也）

## 相關項目
- 平川彩（日语：ひらかわあや）

## 外部連結
- 井上和郎的X（前Twitter）
- （日語）
- （日語）Amazon.co.jp: 井上和郎: 本
- 博客來網路書店 - 目前您搜尋的關鍵字為: 井上和郎（页面存档备份，存于）